# Sigurd Tedenstad
Sigurd Lennart Ludvig Tedenstad, född 9 augusti 1919 i Värnamo, död 10 oktober 2012, var en svensk företagsledare.
Tedenstad var lagerbiträde hos AB Värnamo Gummifabrik från 1932 till 1946, då han startade egen gummifabrik i Forsheda. Han var sedan verkställande direktör, styrelseledamot och delägare i Forsheda Gummifabrik AB. Han var styrelseledamot i Forsheda Internationell AB. Han var också politiskt aktiv, han blev ledamot i kommunfullmäktige 1958, ordförande i lönenämnd 1958, bostadsstiftelse 1962 och ledamot i byggnadsnämnd 1964 samt revisor i Forsheda kommun.
Sigurd Tedenstad var son till snickaren Ludvig Carlsson och Gerda Svensson.
Han gifte sig 1946 med Vivian Lundin (1924–2008), dotter till sadelmakare Emil Lundin och Gerda Lundin. De fick barnen Eva 1947, Marianne 1950 och Bo 1956. Makarna Tedenstad är begravda på Värnamo Norra kyrkogård.